# جون نيكولاس
جون نيكولاس (بالإنجليزية: J. Nicholas)‏ (24 يوليو 1879 بالله أباد في الهند - 29 سبتمبر 1929) هو لاعب كرة قدم بريطاني في مركز الهجوم، شارك في الألعاب الأولمبية الصيفية 1900. ولعب مع Upton Park F.C. ‏.

## وصلات خارجية
- جون نيكولاس على موقع أوليمبيديا (الإنجليزية)
- جون نيكولاس على موقع اللجنة الأولمبية البريطانية (الإنجليزية)